# Techy Fatule
Marielle Stephanie Fatule Báez (Santo Domingo, 21 de febrero de 1987), más conocida como Techy Fatule, es una cantante y actriz dominicana que ha incursionado en diversos géneros musicales como el pop, el rock, la salsa y el merengue. En 2023 obtuvo una nominación en los Premios Grammy Latinos en la categoría de mejor canción tropical por su sencillo «Que me quedes tú».

## Biografía
Fatule nació en Santo Domingo en 1987, hija del actor y cantante Carlos Alfredo Fatule y de la presentadora de televisión Tania Báez. Empezó a cantar a una temprana edad, y aparecía frecuentemente en espectáculos musicales y teatrales infantiles. Preparada académicamente en el Berklee College of Music de Boston, tuvo la oportunidad de presentar obras y musicales en el Teatro Nacional Eduardo Brito y apareció en espacios televisivos como Sábado gigante.
A comienzos de la década de 1990 se trasladó con su familia a la ciudad de Miami por motivos laborales de su padre. Allí continuó con su carrera artística, apareciendo en adaptaciones teatrales y musicales de La bella y la bestia, Alicia en el país de las maravillas, Jesucristo Superstar y Evita. En 2012 debutó como actriz de televisión en el seriado Mujeres asesinas, y un año después protagonizó el espacio televisivo El show de Techy, acompañada de Javier Grullón, Benny Pérez, Carolina Rivas y Estefany Piña.
Entre 2015 y 2017 apareció como actriz en los filmes dominicanos como Pa'l campamento, ¿Pa' qué me casé? y Pasao de libras. En 2017 publicó su primer álbum de estudio, titulado A su tiempo. Dos años después publicó Capítulo 1, su segundo trabajo discográfico, seguido del disco en directo Que viva el puto romance (2020) y de Sie7e, su más reciente álbum de estudio (2021). Ese mismo año salió de gira con el cantautor mexicano Noel Schajris.
Tras publicar sencillos en 2022 como «Tú me quieres más», «Dejarte correr» (con el cantante Badir) y «Esa soy yo», obtuvo un Premio Soberano en la categoría de mejor cantante solista. En 2023 logró una nominación en los Premios Grammy Latinos en la categoría de mejor canción tropical por su sencillo «Que me quedes tú».

## Discografía

### Álbumes de estudio y en vivo
| Año  | Título                   | Discográfica         |
| ---- | ------------------------ | -------------------- |
| 2017 | A su tiempo              | Independiente        |
| 2019 | Capítulo 1               | Independiente        |
| 2020 | Que viva el puto romance | La Oreja Media Group |
| 2021 | Sie7e                    | La Oreja Media Group |

## Filmografía
| Año  | Título            | Papel         |
| ---- | ----------------- | ------------- |
| 2012 | Mujeres asesinas  | Anita Sánchez |
| 2013 | El show de Techy  | Ella misma    |
| 2015 | Pa'l campamento   | Natalia       |
| 2016 | ¿Pa' qué me casé? |               |
| 2017 | Pasao de libras   | Julieta       |

## Premios y reconocimientos
| Año  | Evento                 | Categoría              | Nominación         | Resultado | Ref.   |
| ---- | ---------------------- | ---------------------- | ------------------ | --------- | ------ |
| 2023 | Premios Grammy Latinos | Mejor canción tropical | «Que me quedes tú» | Nominada  | [ 2 ]  |
| 2023 | Premios Soberano       | Mejor cantante solista | Techy Fatule       | Ganadora  | [ 17 ] |